# Megalovania
"Megalovania" (estilizado como MEGALOVANIA) é uma música de videogame composta por Toby Fox. Foi composta pela primeira vez para o Radiation Halloween Hack, uma ROM hack de EarthBound, desenvolvido para uma competição de um fansite de Mother em novembro de 2008. Inspirada em "Megalomania" de Live A Live e na música do chefe final de Brandish 2: The Planet Buster, a faixa foi planejada para a batalha final do chefe da romhack e foi desenvolvida por Fox gritando "o que [ele] quisesse" em um microfone e copiá-lo. O próprio nome é uma combinação de "Megalomania" e "Transilvânia", este último pretendendo se vincular ao tema Halloween do projeto. Anos depois, a faixa seria remixada para a trilha sonora de Homestuck como "MeGaLoVania" com a ajuda de Joren "Tensei" de Bruin, e Fox usaria outra versão como tema do chefe final para a rota "genocídio" em seu videogame de 2015, Undertale, ao lutar contra o personagem Sans.
A faixa se tornou muito popular, ainda mais com o lançamento de Undertale, que gerou vários memes e remixes a ponto de ser considerada seu próprio subgênero no YouTube. Desde então, a faixa apareceu em outros jogos e mídias, como Super Smash Bros. Ultimate, e foi apresentada ao vivo para o Papa Francisco por um circo.  Outros músicos como Yoko Shimomura  e Jack Black  também realizaram suas próprias interpretações. Vários meios de comunicação o elogiaram por sua intensidade e composição, e "Megalovania" tem sido usado não apenas para examinar as mensagens subjacentes de Undertale, mas também a reação da Internet como um todo através de seu uso em plataformas de mídia social como o TikTok.

## Composição e história
Em 2008, starmen.net, um fansite dedicado à série de videogames Mother, realizou sua competição anual "Halloween Funfest" para trabalhos de fãs relacionados à franquia.  Em novembro daquele ano, Toby Fox, conhecido pelo pseudônimo online "Radiation", enviou um ROM hack de EarthBound intitulado simplesmente Radiation Halloween Hack.   O romhack apresentava músicas personalizadas de outros jogos, e para o chefe final Fox pretendia originalmente usar a música "Megalomania" do jogo Super Nintendo Live A Live. Um tema recorrente no final de cada um dos capítulos do jogo, Fox ficou impressionado com a simplicidade da "Megalomania", mas também sentiu que seu uso repetido criou uma sensação "pavloviana" de "Este é o fim" nas mentes dos jogadores devido a seu uso repetido. No entanto, quando ele tentou transcrever a música para recriá-la, achou muito difícil e, após algumas considerações, decidiu fazer uma música completamente nova. 
Para esse fim, ele gritou "o que [ele] quisesse" em um microfone e depois copiou, tornando o processo demorado.  Compor a música depois, em comparação, foi muito rápido, levando cerca de trinta minutos para Fox.  Apesar de usar acordes semelhantes, a faixa se inspirou em "Megalomania" não em termos de composição, mas por "Tentar TOTALMENTE ser o tipo de música durona que pode ser adequada para um propósito semelhante".  Enquanto isso, a melodia em si foi inspirada no tema do chefe final de Brandish 2: The Planet Buster, uma série de jogos que influenciou fortemente vários outros aspectos da ROM hack.  Após o lançamento da ROM hack, ele percebeu que as pessoas estavam copiando a música diretamente dela; no entanto, a versão do jogo teve um atraso que foi transferido para as copias. Ele optou por lançar uma cópia gerada diretamente do editor musical, mas então percebeu que nunca havia nomeado a música. Após considerações, ele a apelidou de "Megalovania", uma combinação de sua inspiração original e "Transilvânia", a última metade pretendia tentar adicionar uma temática de Halloween devido à sua origem. 
Toby Fox mais tarde trabalhou como músico para a série de ficção da Internet Homestuck, e em 2011 "Megalovania" foi remixado para seu sexto volume, Heir Transparent, com Joren "Tensei" de Bruin fornecendo música de guitarra para a faixa.  A faixa ficou visivelmente mais longa e, embora Fox tivesse usado guitarras sintetizadas em suas outras faixas, ele as achou "turvas" ao deslocá-las uma oitava devido ao áudio original do Super Nintendo, que por si só não podia ser alterado porque na visão de Fox isso poderia destruir o propósito da musica. Em vez disso, ele escreveu várias seções estendidas de guitarra, tentando garantir que não "soassem estridentes e estúpidas" e ao mesmo tempo soassem "durões", o que foi auxiliado pelo fato da guitarra de Joren poder tocar uma nota mais alta do que a maioria. Por ser tecnicamente o terceiro lançamento da música, ele colocou várias letras em maiúscula para diferenciá-la, resultando em "MeGaLoVania". Após seu lançamento, apesar de ele e Joren estarem felizes com os resultados finais, ele reconheceu algumas das críticas recebidas, afirmando que sentiu que o solo de guitarra que adicionou era "pouco criativo" e que faria a faixa novamente sem o áudio do Super Nintendo para versões posteriores. 
Em 2015, Toby Fox lançou Undertale, jogo para o qual desenvolveu e compôs músicas. "Megalovania" retorna como a música do chefe do personagem Sans, que lutará contra o jogador perto do final da rota "genocídio" do jogo, depois de terem matado quase todos os outros personagens não jogáveis do jogo.  Esta versão está mais próxima do ROM hack original, embora remova a inicialização lenta que o precedeu.  Também serviu de base para usos subsequentes da música, como um arranjo composto por Fox para Super Smash Bros. Ultimate em 2019 como conteúdo para download.  Além disso, vários outros jogos usaram a música como parte de uma parceria com Undertale, incluindo Pop'n Music, Dance Dance Revolution A3 e Gitadora High-Voltage, esse o qual utilizou um arranjo de rock and roll de Yuya Yokoyama.   Em 2019, a MUSIC Engine em Tóquio, Japão, realizou interpretações orquestrais das músicas de Undertale, que incluía "Megalovania". 

## Recepção e legado
Desde o seu lançamento, "Megalovania" se tornou uma das canções de videogame mais populares, aparecendo em programas de televisão e sendo brevemente cantada pelo ator e músico Jack Black para seu canal de jogos no YouTube,    e tem sido descrito como facilmente reconhecível apenas desde as notas iniciais, mesmo para quem não está familiarizado com jogos.  Ryan Woodrow da Sports Illustrated descreveu-a como uma música que vale a pena ouvir de vez em quando para "lembrar que faixa fantástica é", com a música em Undertale contrastando "da melhor maneira possível" com o personagem de Sans para a luta "total". 
Várias versões de "Megalovania" também foram produzidas por outros criadores e veículos. A compositora original de Live A Live, Yoko Shimomura, observou que após o lançamento de Undertale muitos de seus fãs perguntaram a ela sobre a música,  e de acordo com Toby Fox em um show oficial ela executou uma versão remixada de "Megalomania" com "Megalovania" emendada.  A conta do Twitter de Cult of the Lamb utilizou a música em material promocional, com o gerenciador de mídia social usando a mercadoria do jogo para tocar as notas de "Megalovania" e incentivar as vendas.  Para Pesterquest, jogo ambientado no universo Homestuck, o músico James Roach utilizou a melodia de "Megalovania" para a faixa "Yeah It Is".  Em 2022, a música foi tocada no Vaticano como parte de um ato de circo para a audiência papal do Papa Francisco. 
Em um artigo intitulado Undertale: A Case Study in Ludomusicology, Matthew Perez reconheceu que embora grande parte de sua popularidade derivasse de seu uso em Undertale, ele sentiu que funcionava contra a "mensagem confusa sobre ética e tomada de decisão em videogames" de Toby Fox, aparentemente recompensando os jogadores com a melodia. No entanto, ele elogiou a faixa em si, afirmando que sua linha do baixo "dá à faixa uma ferocidade em suas várias seções, e sua instrumentação variada atualiza continuamente a atmosfera sonora durante o cenário de combate". 
Palmer Haasch da Polygon descreveu a música como tendo "presença consistente na cultura de jogos da Internet do final dos anos 2010", o que ele atribuiu em parte ao sucesso de Undertale e seu uso frequente em remixes feitos por fãs e "Shitposts" que persistiram por anos.  o primeiro dos quais formou seu próprio subgênero no YouTube de acordo com Jen Glennon do Inverse.  Haasch também notou a presença massiva da música no site de mídia social TikTok, afirmando que "seus riffs repetitivos e melodramáticos, paleta chiptune [...] funcionam bem no TikTok porque eles fazem sons memoráveis e peculiares", e funcionou bem com as várias culturas de memes já se formando na plataforma e adaptações de memes mais antigos, como rickrolling, para incorporar a música. Haasch encerrou afirmando que poucas músicas deixaram uma marca na cultura da Internet de 2010 e que argumentou para medir o sucesso de uma música "não por sua história nas paradas, mas por sua capacidade de ser continuamente reinventada".  Desde 2023, "Megalovania" é a musica de videogame mais escutada no Spotify.